# Ancelle dell'Eucaristia
Le Ancelle dell'Eucaristia (in francese Servantes de l'Eucharistie), già dette Ancelle di Gesù nel Santissimo Sacramento, sono un istituto religioso femminile di diritto pontificio.

## Storia
La congregazione fu fondata il 31 maggio 1857 a Tolosa da Jeanne-Onésime Guibret per il culto del Santissimo Sacramento.
Secondo le intenzioni della fondatrice, solo un minimo numero di suore, quello indispensabile per il funzionamento della congregazione, era destinato alla vita comune; le altre (religiose ausiliatrici, o esterne) sarebbero vissute nel mondo, senza segni esteriori di riconoscimento.
L'istituto ricevette il pontificio decreto di lode il 4 febbraio 1876. Le costituzioni furono approvate nel 1936, ma con numerose modifiche che tradivano lo spirito della fondatrice (solo le suore interne erano riconosciute come religiose e ammesse ai voti); nel decreto di approvazione definitiva (2 luglio 1961) venne dato un riconoscimento anche alle ausiliatrici, che vivevano nel mondo come i membri degli istituti secolari.

## Attività e diffusione
Le suore prestano il loro servizio in ogni attività che contribuisca ad aiutare i sacerdoti e a promuovere la devozione eucaristica dei fedeli.
Le suore di vita comune sono presenti in Francia e nelle isole Riunione; la sede generalizia è a Tolosa.
Alla fine del 2008 la congregazione contava 48 religiose in 3 case.